# Regionaler Naturpark Landes de Gascogne

Logo des Naturparks

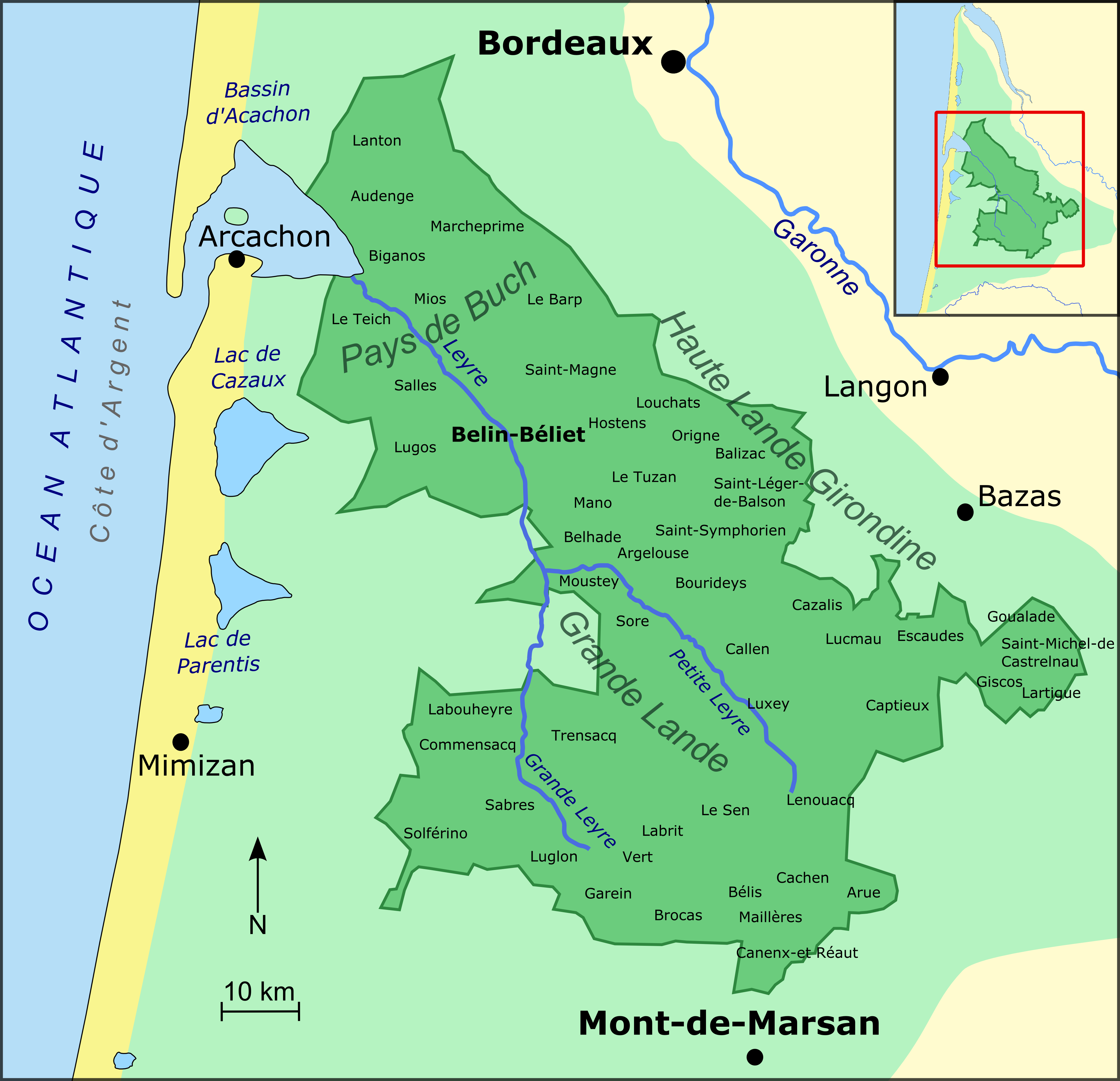
Karte des regionalen Naturparks Landes de Gascogne

Der Regionale Naturpark Landes de Gascogne (französisch Parc naturel régional des Landes de Gascogne) liegt in der französischen Region Nouvelle-Aquitaine in den Départements Landes und Gironde. Er erstreckt sich vom Becken von Arcachon bis in das Einzugsgebiet des Flusses Eyre.

## Umfang
Der 1970 gegründete Naturpark hat eine Fläche von 315.300 Hektar, die sich über 41 Gemeinden erstreckt. Die Parkverwaltung befindet sich in Belin-Béliet (44° 29′ 23″ N, 0° 47′ 26″ W).
Der Naturpark umfasst folgende Gebiete:
- Den Kiefernwald der „Landes“
Er ist nur zu einem geringen Anteil natürlich entstanden. Besonders in den Küstengebieten wurde er in der zweiten Hälfte des 19. Jahrhunderts massiv ausgepflanzt.
- Das Tal des Flusses Eyre
Zu beiden Seiten des Flusses erstreckt sich ein bedeutendes Ökosystem, das durch seine Feuchtgebiete charakterisiert ist. Der Flusslauf ist von Laubbäumen überwuchert, die einen eindrucksvollen Kontrast zu den angrenzen Föhrenwäldern bilden. Der Fluss kann mit Kanus befahren werden.
- Das Land am Becken von Arcachon
Das Meerbecken mit seinen Gezeiten formt das Mündungsdelta des Flusses Eyre. Hier finden viele ortsansässige Vögel und besonders auch Zugvögel Nahrung und Unterschlupf. Der Vogelpark von Le Teich ermöglicht den Touristen eine Beobachtung dieser einzigartigen Tierwelt.